# Coleophora leucocharis
Coleophora leucocharis é uma espécie de mariposa do gênero Coleophora pertencente à família Coleophoridae.